# Droga krajowa nr 80 (Polska)
Droga krajowa nr 80 – droga krajowa klasy GP o długości ok. 66 km, leżąca na obszarze województwa kujawsko-pomorskiego. Trasa ta łączy DK10 koło Bydgoszczy z DK10 i A1 koło Torunia. Biegnie równolegle do DK10 po północnej stronie Wisły. Niegdyś był to odcinek DK10, lecz z uwagi na remont mostu na Wiśle w Fordonie i związane z tym ograniczenie jego nośności DK10 poprowadzono od Lubicza przez obwodnicę Torunia, Solec Kujawski i obwodnicę Bydgoszczy, wyprowadzając tranzyt z centrów Torunia i Bydgoszczy. DK80 na całej swej długości od Przysieka k. Torunia do Strzyżawy (przed mostem na Wiśle w Fordonie) posiada utwardzone pobocza. Na DK 10 została ukończona modernizacja, dzięki której droga stała się obwodnicą Bydgoszczy i Torunia przejmując większość ruchu ciężarowego.

## Zmiany przebiegu
1 stycznia 2016 nastąpiła zmiana przebiegu drogi na terenie Bydgoszczy – zamiast ulicami Grunwaldzką, Kruszwicką, Grudziądzką/Poznańską, Wały Jagiellońskie, Toruńską, Wyszyńskiego i Fordońską została ona poprowadzona ulicami Pileckiego, Artyleryjską oraz Kamienną.

## Historia numeracji
Na przestrzeni lat arteria posiadała różne oznaczenia i klasyfikacje:

| Numer | Kategoria                             | Przebieg                                       | Lata obowiązywania   | Źródło | Uwagi |
| ----- | ------------------------------------- | ---------------------------------------------- | -------------------- | --- | --- |
| 21    | droga państwowa                       | Bydgoszcz – Toruń                              | 15 I 1921 – lata 30. | Ustawa z dnia 10 grudnia 1920 r. o budowie i utrzymaniu dróg publicznych w Rzeczypospolitej Polskiej (Dz.U. z 1921 r. nr 6, poz. 32) | niepewne, może odnosić się zarówno do obecnej DK80 jak i DK10 – w ustawie przebieg drogi nr 21 opisano bez podawania pośrednich miejscowości między Bydgoszczą a Toruniem |
| ?     | b.d.                                  | Bydgoszcz – Fordon – Czarnowo – Toruń          | lata 30. – 1952      | Zygmunt Jaworski, Mapa samochodowa Polski (stan dróg) na rok 1939/40 1:1 100 000, Tadeusz Musiał, 1939. Brak numerów stron w książce | nieznana numeracja |
| 47    | droga państwowa                       | Bydgoszcz – Fordon – Czarnowo – Toruń          | 1952 – lata 70.      | - Mapa samochodowa Polski 1:1 000 , Warszawa: Państwowe Przedsiębiorstwo Wydawnictw Kartograficznych, 1962. Brak numerów stron w książce - Atlas samochodowy Polski 1:500 000. Wyd. IV. Warszawa: Państwowe Przedsiębiorstwo Wydawnictw Kartograficznych, 1965. Brak numerów stron w książce | |
| T81   | droga międzynarodowa, droga państwowa | Bydgoszcz – Fordon – Czarnowo – Toruń          | lata 70. – 1986      | - Mapa samochodowa Polski 1:1 000 , wyd. jedenaste, Warszawa: Państwowe Przedsiębiorstwo Wydawnictw Kartograficznych, 1972. Brak numerów stron w książce - Mapa samochodowa Polski 1:1 000 , wyd. trzecie, Warszawa: Państwowe Przedsiębiorstwo Wydawnictw Kartograficznych, 1975. Brak numerów stron w książce - Samochodowy atlas Polski 1:500 000. Wyd. V. Warszawa: Państwowe Przedsiębiorstwo Wydawnictw Kartograficznych, 1979. ISBN 83-7000-017-7. Brak numerów stron w książce - Hegi Gyula, Domokos György: EUROPE L'EUROPE EUROPA ЕВРОПА Road atlas Atlas Routier Autoatlas АТЛАС автомобильных дорог. Budapeszt: Cartographia Budapest, 1981. ISBN 963-350-412-0. Brak numerów stron w książce - Mapa samochodowa Polski 1:1 500 000, Załącznik do informatora samochodowo-motocyklowego – rocznik XXVIII, Warszawa: Państwowe Przedsiębiorstwo Wydawnictw Kartograficznych, 1983. Brak numerów stron w książce - Samochodowy atlas Polski 1:500 000. Wyd. IX. Warszawa: Państwowe Przedsiębiorstwo Wydawnictw Kartograficznych, 1985. Brak numerów stron w książce | 30 września 1985 r., na mocy Ustawy z dnia 21 marca 1985 r. o drogach publicznych (Dz.U. z 1985 r. nr 14, poz. 60), wprowadzono kategorię drogi krajowej                  |
| 10    | droga krajowa                         | Bydgoszcz – Zławieś Wielka – Toruń             | 14 II 1986 – 2000    | - Uchwała nr 192 Rady Ministrów z dnia 2 grudnia 1985 r. w sprawie zaliczenia dróg do kategorii dróg krajowych (M.P. z 1986 r. nr 3, poz. 16) - Mapa samochodowa Polski 1:750 000, wyd. czwarte, Warszawa/Wrocław: Państwowe Przedsiębiorstwo Wydawnictw Kartograficznych, 1987. Brak numerów stron w książce - Polska: Atlas samochodowy 1:300 000. Wyd. pierwsze. Warszawa: Polskie Przedsiębiorstwo Wydawnictw Kartograficznych, 1992. ISBN 83-7000-080-0. Brak numerów stron w książce - Polska: mapa samochodowa 1:700 000, wyd. 1, Szczecin: Wydawnictwo Kartograficzne KOMPAS, 1996–1997, ISBN 83-904373-2-5. Brak numerów stron w książce - Polska: mapa samochodowa 1:700 000, wyd. II zmienione i poprawione, Szczecin: Wydawnictwo Kartograficzne KOMPAS, 1997–1998, ISBN 83-904373-3-3. Brak numerów stron w książce | |
| 80    | droga krajowa                         | Pawłówek – Bydgoszcz – Fordon – Toruń – Lubicz | od 2000              | - Zarządzenie nr 6 Generalnego Dyrektora Dróg Publicznych z dnia 9 maja 2000 r. w sprawie nowych numerów dróg krajowych, [w:] Rzeczpospolita [online], 4 lipca 2000. - Polska: mapa samochodowa 1:700 000, wyd. XII Zmienione, poprawione i uaktualnione, Szczecin: Wydawnictwo Kartograficzne KOMPAS, 2004–2005, ISBN 83-904373-7-6. Brak numerów stron w książce - POLSKA Atlas drogowy 1:200 000. Mapy Ścienne Beata Piętka, 2000. Brak numerów stron w książce - Polska 2016: mapa samochodowa 1:700 000. Wyd. XXVII. Dom Wydawniczy PWN, 2016. ISBN 978-83-7705-942-5. Brak numerów stron w książce - Polska: atlas samochodowy 1:200 000 dla profesjonalistów. Wyd. IX. Warszawa: Dom Wydawniczy PWN, 2017. ISBN 978-83-7705-978-4. Brak numerów stron w książce | do 2021 r. występowały ograniczenia dla ruchu ciężkiego |

## Dopuszczalny nacisk na oś
Od 13 marca 2021 roku na drodze dozwolony jest ruch pojazdów o nacisku na pojedynczą oś napędową do 11,5 tony z wyjątkiem określonych miejsc oznaczonych znakiem zakazu B-19.

### Do 13 marca 2021 r.
Na całej długości drogi dopuszczalny był ruch pojazdów o nacisku pojedynczej osi do 10 ton.

## Miejscowości leżące na trasie 80
- Pawłówek (S5, (S10, DK10, DK25)
- Bydgoszcz (DW223, DW238, DW239)
- Bydgoszcz-Fordon (DW256)
- Strzyżawa (DW551)
- Czarnowo (DW249)
- Zławieś Wielka (DW546)
- Górsk
- Toruń (DK15, DK91, DW257), DW553, DW654)
- Lubicz (A1, S10, DK10)

## Galeria

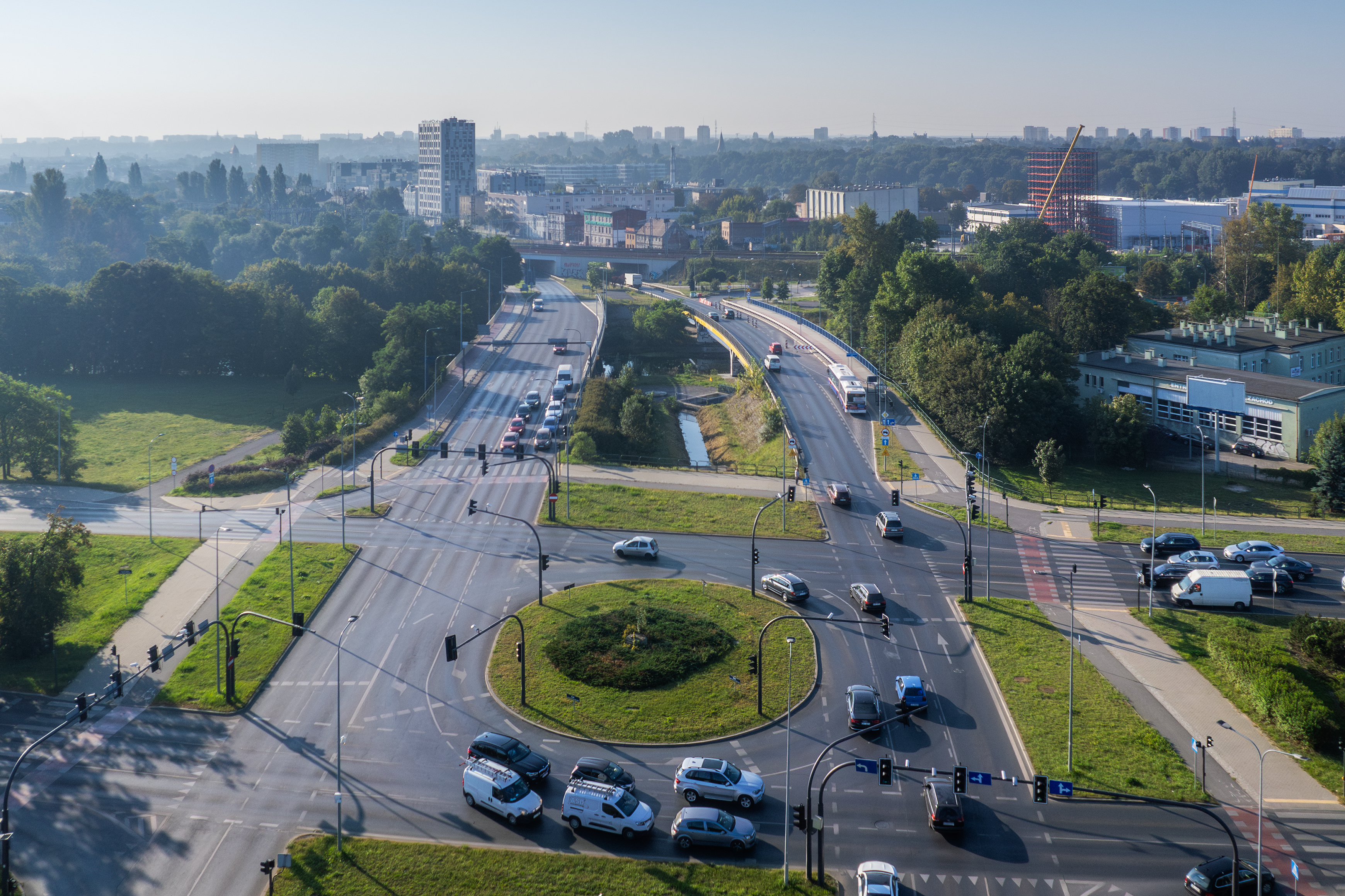
Węzeł Zachodni w Bydgoszczy
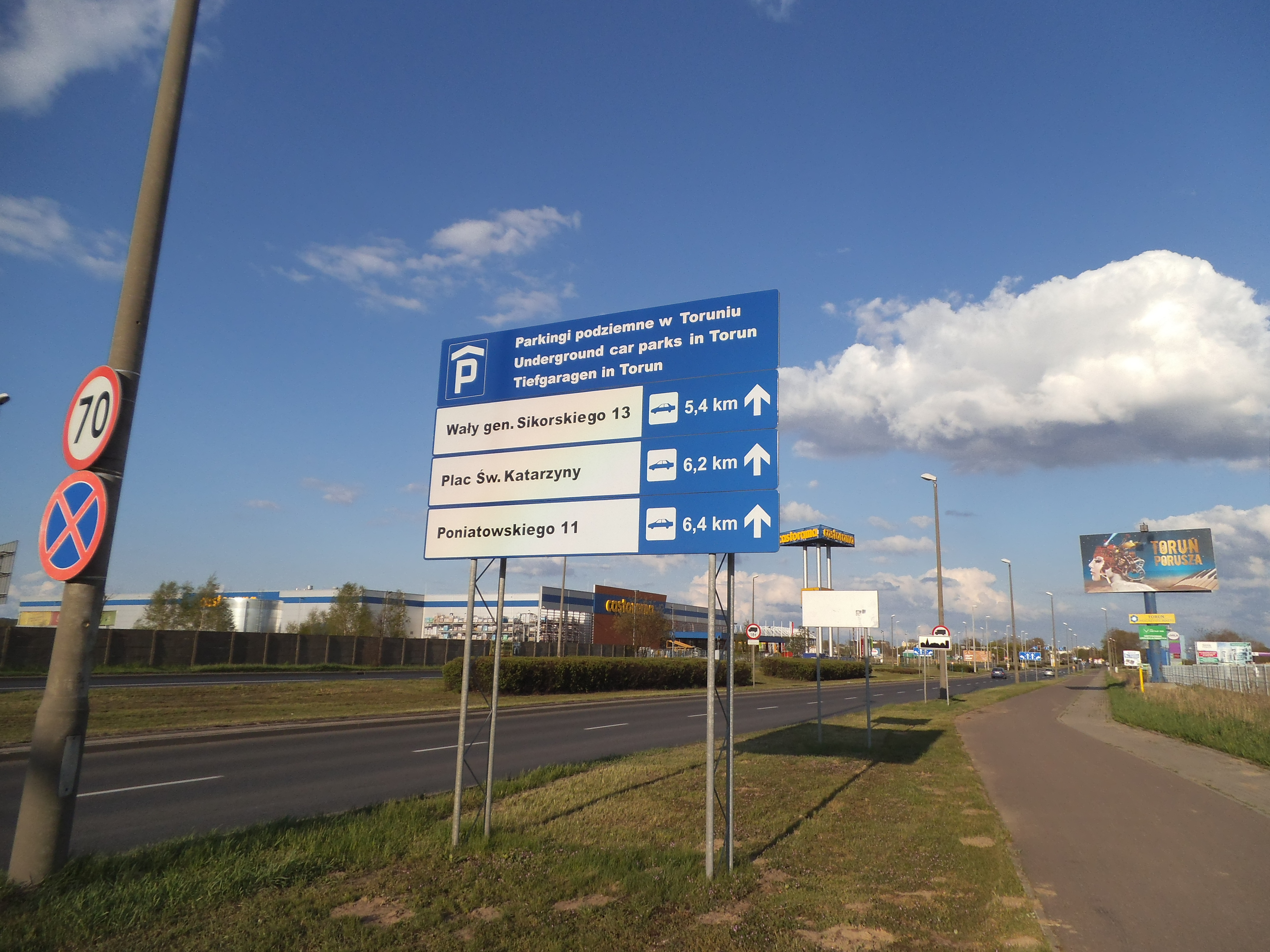
Szosa Bydgoska (Toruń)
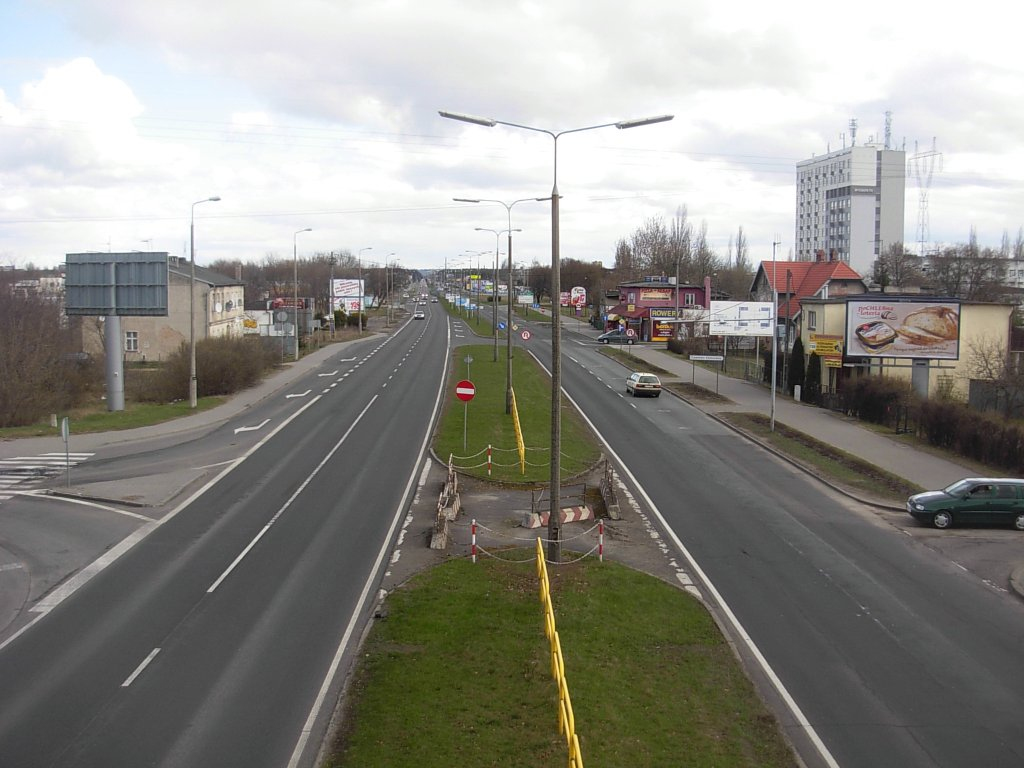
Ulica Fordońska (Bydgoszcz)
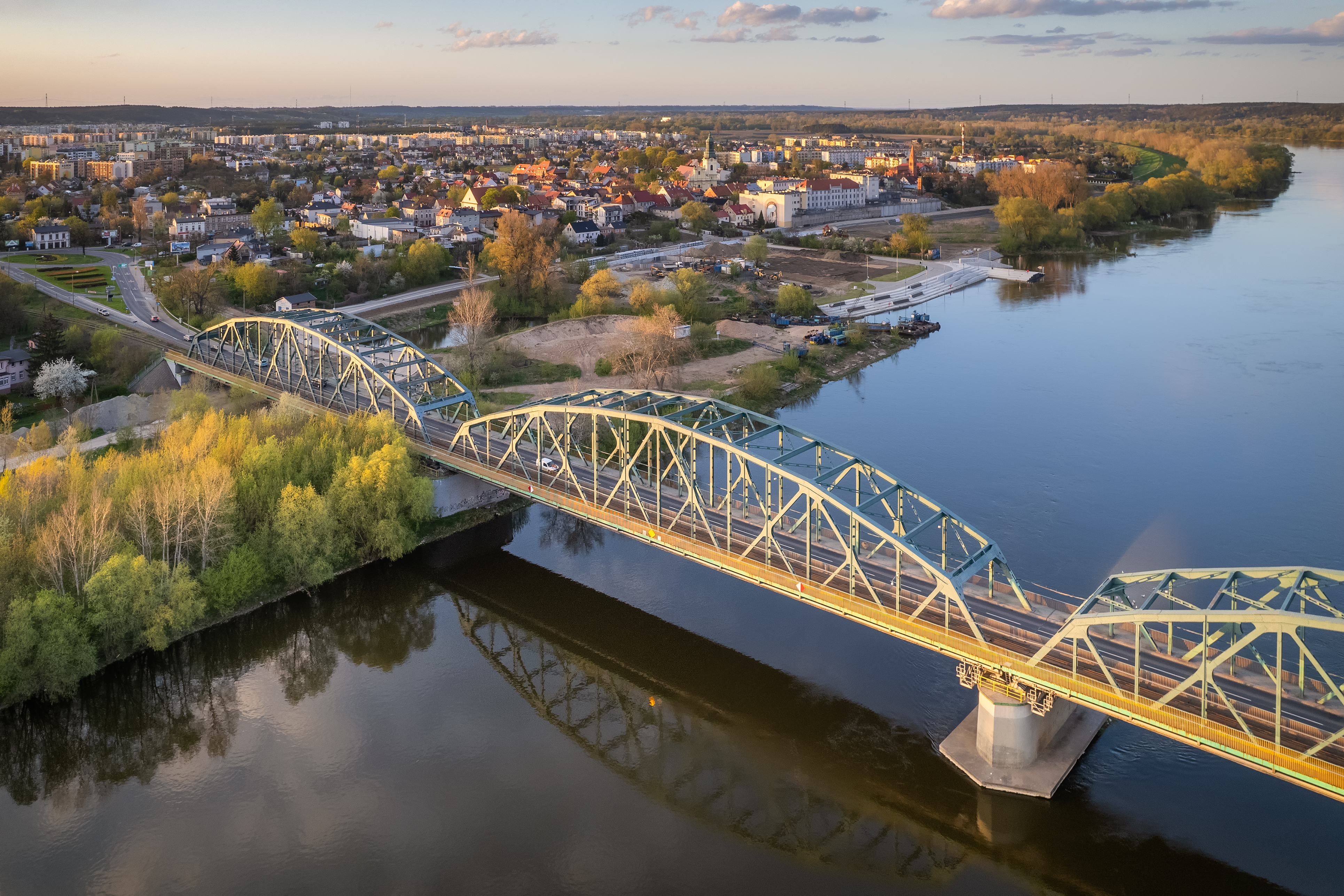
Most fordoński im. Rudolfa Modrzejewskiego
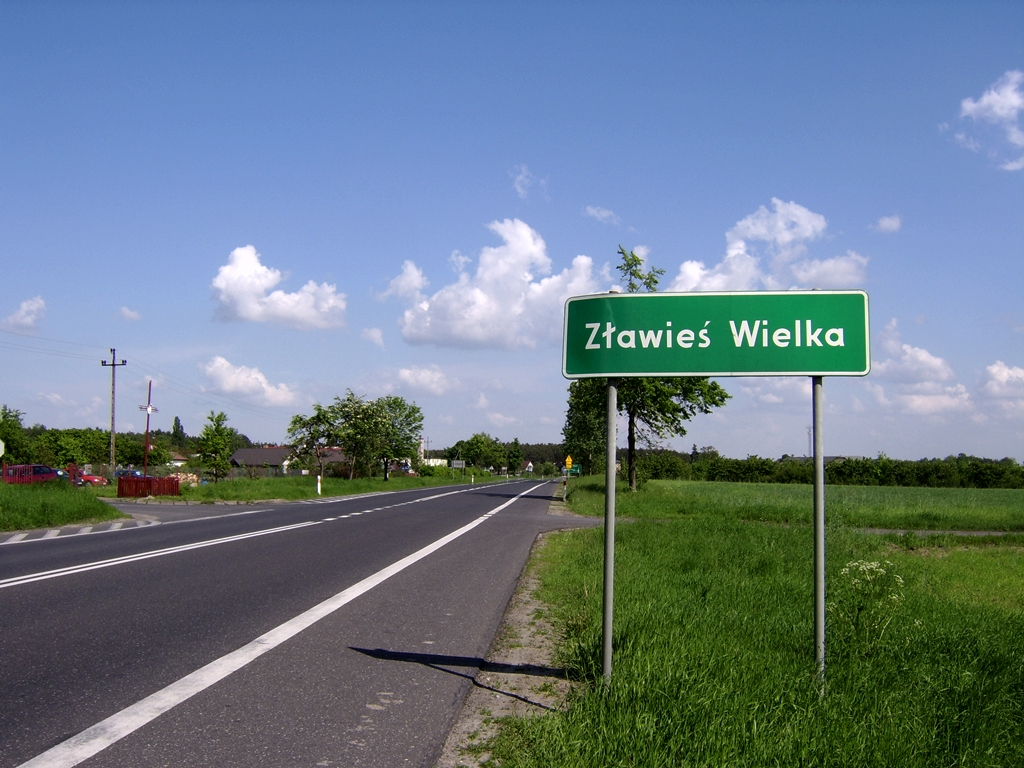
DK 80 w Złejwsi Wielkiej